# Ernest Muçi
Ernest Muçi (Tirana, 19 de marzo de 2001) es un futbolista albanés que juega de delantero en el Beşiktaş J. K. de la Superliga de Turquía.

## Trayectoria

### KF Tirana
Nació en Tirana, la capital de Albania, y comenzó su carrera futbolística a la edad de 15 años en el FK Dinamo Tirana de su ciudad natal, aunque posteriormente se trasladaría al equipo rival y del que era hincha desde niño, el KF Tirana. Tras jugar brevemente en la cantera del KF Tirana, debutó con el primer equipo a los 16 años el 28 de enero de 2018, en la victoria por 3-0 en el Kategoria e Parë frente al KF Shkumbini, entrando como suplente de Bedri Greca en el minuto 56. Su primer gol con el club se produciría el 3 de marzo de 2018, tras acceder al terreno de juego en el minuto 62 y anotando en el minuto 78 el 4-0 para el Tirana en el triunfo ante el KF Shënkolli por 4-1. Volvería a marcar ese mismo mes, poco después de cumplir 17 años, un doblete contra el Apolonia Fier en la contundente victoria en casa por 5-1. En total jugó once partidos, seis como titular, y anotó tres goles cuando el Tirana ganó la temporada 2017-18 de la Kategoria e Parë y logró el ascenso a Kategoria Superiore.
Hizo su debut en la máxima categoría el 2 de septiembre de 2018, en la derrota a domicilio por 3-1 ante el FK Kukësi, aunque marcando en el minuto 61 tras entrar en el descanso como sustituto de Yunus Sentamu. Durante la Superliga de Albania 2018-19 tan solo jugaría 8 partidos y anotaría un único gol, y el KF Tirana evitaría el descenso por tan solo cinco puntos. Mientras luchaba por conseguir minutos con el primer equipo, Muçi fue un habitual en las categorías inferiores del Tirana, marcando cuatro goles en once partidos y ayudando al equipo a terminar tercero en el Grupo A de la liga sub-19 de Albania.

### Legia de Varsovia
El 23 de febrero de 2021 firmó un contrato hasta 2025 con el Legia de Varsovia de la Ekstraklasa de Polonia. Debutó el 16 de mayo de 2021 en la victoria en casa por 1-0 ante el Podbeskidzie Bielsko-Biała. Su primer gol con el conjunto polaco llegó en la siguiente temporada, el 19 de septiembre de 2021, en la victoria por 3-1 al Górnik Łęczna. Con el Legia el jugador alcanzó los tres grandes trofeos domésticos polacos: liga, copa y supercopa. Su buen rendimiento con el equipo varsoviano atrajo la atención de equipos de las grandes ligas europeas, entre ellos el Celta de Vigo español. Finalmente, el 9 de febrero de 2024 se anunció su fichaje por el Beşiktaş J. K. de la Superliga de Turquía, que pagó 10 millones de euros para hacerse con los servicios del jugador hasta 2027. Este traspaso fue la venta más cara del Legia de Varsovia en toda su historia, así como el fichaje más caro para el equipo estambuliota.

## Selección nacional
Comenzó su carrera como internacional en septiembre de 2018, siendo convocado para representar a la selección sub-19 de Albania por el entrenador Erjon Bogdani. Disputó su primer partido oficial el 8 de septiembre, durante un partido amistoso frente a Islandia, siendo el único anotador en la victoria por 1-0 en Lushnjë. El 4 de septiembre de 2020 representó a Albania con la selección sub-21, marcando un doblete ante la selección sub-21 de Austria. El 28 de agosto de 2021 fue convocado por la selección absoluta de Albania para disputar la clasificación para la Copa Mundial de Fútbol de 2022, aunque no debutó hasta el 15 de noviembre ante Andorra.

### Participaciones en Eurocopas
| Copa          | Sede     | Resultado    | Partidos | Goles |
| ------------- | -------- | ------------ | -------- | ----- |
| Eurocopa 2024 | Alemania | Primera fase | 2        | 0     |

## Clubes
| Club              | País    | Año       | Partidos | Goles |
| ----------------- | ------- | --------- | -------- | ----- |
| KF Tirana         | Albania | 2018-2021 | 74       | 23    |
| KF Tirana B       | Albania | 2019      | 2        | 4     |
| Legia de Varsovia | Polonia | 2021-2024 | 114      | 21    |
| Beşiktaş J. K.    | Turquía | 2024-act. | 55       | 11    |

## Palmarés

### Títulos nacionales
| Título               | Club              | País    | Año  |
| -------------------- | ----------------- | ------- | ---- |
| Superliga de Albania | KF Tirana         | Albania | 2020 |
| Ekstraklasa          | Legia de Varsovia | Polonia | 2021 |
| Copa de Polonia      | Legia de Varsovia | Polonia | 2023 |
| Supercopa de Polonia | Legia de Varsovia | Polonia | 2023 |
| Copa de Turquía      | Beşiktaş J. K.    | Turquía | 2024 |
| Supercopa de Turquía | Beşiktaş J. K.    | Turquía | 2024 |